# Korsakowo
Korsakowo (ros. Корсаково) – wieś w Rosji, w obwodzie orłowskim, ośrodek administracyjny rejonu korsakowskiego.